# Фуллингим, Уильям
Уильям Арчер Фуллингим (7 июля 1855 — 6 августа 1965) – американский долгожитель. С 6 марта 1965 до своей смерти считался старейшим живущим жителем земли. Однако, если возраст Джеймса Медисона Кинга  (1854–1967) достоверен, то последний являлся старейшим живущим человеком земли с 6 марта 1965 года, и в таком случае, Уильям Фуллингим никогда не являлся старейшим живущим человеком ни мира, ни США. На данный момент, возраст Джеймса Медисона (или Монро) Кинга находится на рассмотрении.

## Биография
Уильям родился в Кларксвилле, округ Ред-Ривер, штат Техас, он был младшим из своих пяти братьев и сестер. Его родителями были Уильям Дж. и Кэтрин Элиза Фуллингим. В 18 лет он начал работать на ранчо. Позже он работал в скотоводстве, также успел недолгое время побыть мясником. Когда у него спросили, есть ли у него секрет долголетия, он ответил: «Нет, потому что никто бы не принял его, если бы я его дал». Фуллингим умер 6 августа 1965 года в Лотоне, штат Оклахома, в возрасте 110 лет и 30 дней. На момент своей смерти он являлся старейшим человеком, из когда либо живших в штате Оклахома. Также Уильям являлся последним человеком, рождённым в 1855 году.

## Личная жизнь
Уильям женился на Нэнси Уотсон, 11 августа 1879 года У пары было трое детей. Одна из них, Мэдж (1891—1989), прожила 97 лет. Брак продолжался до 25 апреля 1964 года (до смерти Нэнси). Брак длился 84 года, 258 дней.